# 水沢杏香
水沢 杏香（みずさわ きょうか、1993年3月19日 - ）は、日本のAV女優、ストリッパー。趣味はホラー映画鑑賞、特技はマッサージ、エビ反り。 

## 経歴
東京都出身。幼稚園の頃から机の角を利用してオナニーを始める。中学校の時にはアダルトサイトやAVを見まくっていた。16歳の時に初体験。2011年6月にデビュー作を撮影、同年8月12日 New Comer 現役有名大学生 知的な彼女がまさかの…デビューから性癖開放!! 水沢杏香でマックス・エーからAVデビュー。同年10月8日、大阪の日本橋の買取りまっくす、信長書店でイベントを行う。10月30日、葵なつとラムタラ大宮店でイベントを行う。2012年1月でMAX-Aを卒業した。同年4月1日渋谷道頓堀劇場でストリップデビュー。2013年2月、「小泉ミツカ」と改名。

## 出演作品

### アダルトビデオ
2011年
- New comer（8月12日、マックスエー）[8]
- Splash！果てしない潮吹き限界突破の4本番!!（9月9日、マックス・エー）
- 絶対快感。全身で男を求める真性SEX（10月14日、マックス・エー）
- いつでもドコでも何回でも連続射精11連発!（11月11日、マックス・エー）
- アナル丸見え軟体Fuck（12月23日、マックス・エー）

2012年
- 絶叫アクメ!! 痙攣。失禁。失神。（1月27日、マックス・エー）
- セックスと制服（2月21日、プレステージ）

### 写真集
- 『火炎樹 水沢杏香写真集』（2011年8月17日、双葉社）撮影：マキハラススム ISBN 978-4575303414

### その他
- 桃のささやき（MONDO TV、2012年1月より携帯サイトにて配信）